# 大路镇 (镇江市)
大路镇位于江苏省镇江市东部镇江新区，南临姚桥镇，北面与丹徒区高桥镇相望，西临大港镇，东面与扬中市新坝镇夹江而望。